# Хочу дитину
«Хочу дитину» — український фільм режисера  Оксани Байрак, знятий  2008 року.

## Сюжет
Валерія Устинова до сорокового дня свого народження досягла небагато: вона — коректор у глянцевому журналі, і просування їй не світить. Доля Лери — нестабільне матеріальне становище, відсутність дітей і спогади про невдалий шлюб. Поплакатися Лера може тільки єдиній подрузі Томі. У відчаї вона зізнається подрузі, що хоче змінити своє життя.

## У ролях
- Ольга Кабо — Валерія Олегівна Третьяк, референт в редакції;
- Максим Коновалов — Ілля Царьов, головний редактор журналу;
- Олексій Вертинський — Лев Сілантьєвич, колишній директор видавництва, де працювала Валерія;
- Володимир Горянський — Ілля Ілліч Веселкін, батько Іллі, лікар;
- Римма Зюбіна — Тома, подруга Лєри;
- Сергій Комаров — Руслан;
- Лариса Удовиченко — Ізольда Марківна, психотерапевт, мати Іллі;
- Людмила Чурсіна — Лариса Петрівна, мати Валерії;
- І. Кондратьєва — епізод;
- Дарина Лобода — пацієнтка Ізольди Марківни;
- Ольга Сумська — сусідка Валерії.